# Encapsulating Security Payload
Encapsulating Security Payload (ESP) – protokół bezpieczeństwa zapewniający:
- uwierzytelnianie źródła danych
- integralność danych (przy pomocy obliczenia skrótu z zaszyfrowanych już danych)
- niezaprzeczalność danych (przy pomocy obliczenia skrótu z zaszyfrowanych już danych)
- obsługuje unikanie duplikacji pakietów jak również ataku przez powtórzenie (zastosowanie numerów sekwencji)
- zapewnia poufność danych

Obok protokołu Authentication Header wykorzystywany w IPsec.